# Artibeus jamaicensis
L'artibeo della Giamaica (Artibeus jamaicensis  Leach, 1821) è un pipistrello della famiglia dei Fillostomidi diffuso nell'America centrale e meridionale.

## Descrizione

### Dimensioni
Pipistrello di medie dimensioni, con la lunghezza della testa e del corpo tra 70 e 85 mm, la lunghezza dell'avambraccio tra 55 e 67 mm, la lunghezza del piede tra 16 e 19 mm, la lunghezza delle orecchie tra 20 e 24 mm e un peso fino a 51 g.

### Aspetto

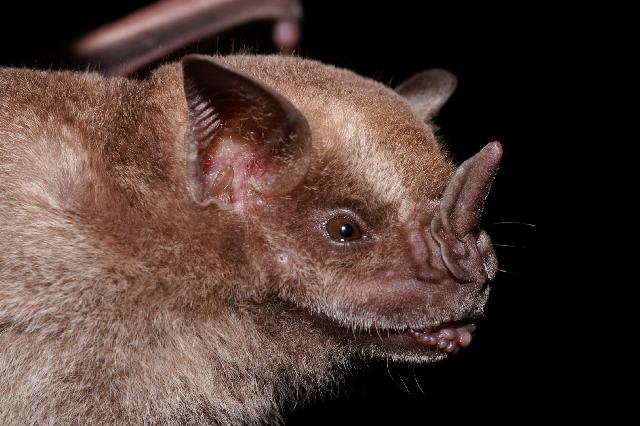
Particolare della testa

Il corpo è tozzo. La pelliccia è corta e vellutata e si estende fino alle zampe. Le parti dorsali variano dal color cenere al bruno-grigiastro, con la base dei peli bianca, mentre le parti ventrali sono chiare, con le punte dei peli bianche. Il muso è corto e largo. La foglia nasale è ben sviluppata, lanceolata e ricoperta di ghiandole sebacee. Due strisce chiare sono presenti su ogni lato del viso, la prima si estende dall'angolo esterno della foglia nasale fino a dietro l'orecchio, mentre la seconda parte dall'angolo posteriore della bocca e termina alla base del padiglione auricolare. Il labbro inferiore ha una verruca al centro circondata da altre più piccole. Le orecchie sono larghe, triangolari, appuntite e separate. Il trago è corto e provvisto di 4-5 piccole sporgenze sul margine esterno. Le membrane alari sono larghe e grigio scure. È privo di coda, mentre l'uropatagio è ridotto ad una sottile membrana lungo la parte interna degli arti inferiori ed è cosparso di pochi peli. Il calcar è piccolo. Sono presenti 3 molari su ogni semi-arcata dentaria. Il cariotipo è 2n=30-31 FNa=56.

### Ecolocazione
Emette ultrasuoni sotto forma di impulsi a frequenza modulata di bassa intensità tra 49–56 kHz, seguiti da una serie con un'armonica elevata a 64–104 kHz, per poi terminare con segnali a 31–33 kHz.

## Biologia

### Comportamento
Si rifugia nelle grotte ben illuminate, tunnel, cavità degli alberi, densa vegetazione ed edifici. Costruisce piccole tende con grandi foglie di diversi tipi di alberi, tra i quali Philodendron fragrantissimum, Coccothrinax barbadensis, Sabal mauritiiformis, Scheelea rostrata, Pentagonia donnel-smithii, Geonoma congesta, Bactris wendlandiana e Asterogyne martiana. Questi rifugi diurni sono temporanei e vengono abbandonati dopo 3-5 giorni. Formano gruppi con strutture ad harem, composti da un singolo maschio adulto e 4-11 femmine. Il maschio difende il sito dagli altri maschi posizionandosi davanti all'entrata, è l'ultimo a lasciarlo durante la notte e consuma il suo cibo nelle sue vicinanze. L'attività predatoria e di nutrimento inizia relativamente più tardi rispetto alle altre specie di pipistrelli e si protrae per tutta la nottata. Solitamente è meno attivo o totalmente inattivo durante le notti di luna piena. Vola per 2–10 km o più ogni notte, spesso seguendo percorsi tracciati nelle foreste al disotto della copertura forestale e quindi è frequentemente soggetto alle catture con trappole a rete.

### Alimentazione
Si nutre di frutti di diverse specie native di Ficus, Cecropia, Piper, Solanum e Spondias e di polline.

### Riproduzione
Esistono periodi riproduttivi stagionali e periodi alternati di sviluppo embrionico normale o ritardato. Le nascite avvengono tra marzo e aprile e tra luglio e agosto a Panama, mentre femmine gravide sono state catturate a novembre in Ecuador, tra dicembre e gennaio in Colombia e tra gennaio e febbraio in Venezuela, dove è stato osservato un secondo picco tra giugno e luglio. L'aspettativa di vita in natura è di circa 9 anni.

### Predatori
Predatori comuni sono il Barbagianni e il Boa constrictor. Altri potenziali predatori possono essere vari tipi di serpenti arboricoli, grandi opossum come il Didelphis marsupialis e il Philander opossum, il Coati, il Vampiro spettro, vari rapaci notturni e il Falco dei pipistrelli. Quando è catturato emette dei richiami che consistono in una lunga serie di impulsi di breve durata a circa 15 kHz, che servono principalmente per allarmare i suoi conspecifici.

## Distribuzione e habitat
Questa specie è diffusa dal Messico all'Argentina settentrionale, Caraibi e estrema parte meridionale della Florida.
Vive nelle foreste sempreverdi tropicali, foreste pluviali, foreste secche stagionali e ambienti modificati dall'uomo eccetto gli ambienti aridi fino a 2.300 metri di altitudine.

## Tassonomia
Sono state riconosciute 13 sottospecie:
- A.j.jamaicensis: Giamaica, Hispaniola, Porto Rico, Isole Vergini Americane, Isole Vergini britanniche, Isole Cayman, Anguilla, Saint Martin, Saint-Barthélemy, Saba, Sint Eustatius, Saint Kitts e Nevis, Antigua e Barbuda, Montserrat, Guadalupa, Dominica, Martinica;
- A.j.aequatorialis (Andersen, 1906): Colombia settentrionale e occidentale, Ecuador occidentale, Perù settentrionale;
- A.j.fallax (Peters, 1865): Venezuela centrale e meridionale, Guyana, Suriname, Guyana francese e basso bacino amazzonico in Brasile;
- A.j.grenadensis (Andersen, 1906): Grenada;
- A.j.hercules (Rehn, 1902): Colombia sud-orientale, Ecuador, Perù e Bolivia orientali;
- A.j.parvipes (Rehn, 1902): Florida meridionale, Florida Keys, Cuba;
- A.j.paulus (Davis, 1970): Chiapas e Guatemala meridionali, El Salvador;
- A.j.planirostris (Spix, 1823): Bolivia meridionale, Argentina settentrionale, Paraguay, Brasile orientale e meridionale;
- A.j.richardsoni (J. A. Allen, 1908): Stato messicano meridionale del Chiapas settentrionale, Guatemala centrale e settentrionale, Honduras, Nicaragua, Panama, Costa Rica;
- A.j.schwartzi (Jones , 1978): Santa Lucia, Saint Vincent e Grenadine, Barbados;
- A.j.trinitatis (Andersen, 1906): Venezuela settentrionale, Trinidad e Tobago;
- A.j.triomylus (Handley, 1966): Stati messicani orientali di Sinaloa, Nayarit, Jalisco, Colima, Michoacán, Guerrero e Oaxaca meridionale;
- A.j.yucatanicus (J. A. Allen, 1904): dal Tamaulipas meridionale, Veracruz, Penisola dello Yucatán.

Alcuni autori ritengono le sottospecie sudamericane appartenenti a A.planirostris, elevata al rango di specie.

## Conservazione
La IUCN Red List, considerato il vasto areale e la popolazione presumibilmente numerosa, classifica A.jamaicensis come specie a rischio minimo (Least Concern)).